# アンソニー・ワグナー
サー・アンソニー・リチャード・ワグナー（英: Sir Anthony Richard Wagner KCB KCVO FSA、1908年9月6日 - 1995年5月5日）は、イギリスの紋章官。ガーター主席紋章官を務めた。

## 生涯
私立校校長オーランド・ワグナー（Orlando Wagner）の息子に生まれる。生家のワグナー家は、メルヒオル・ヴァーグナー（独: Melchior Wagner）の代にザクセン＝コーブルク公国・コーブルクからイギリスに移住してきた家系で、移住後のメルヒオルは、イギリス国王ジョージ1世に仕える帽子職人だったとされる。
ワグナーは幼少期から家系図に興味を示し、ヨーロッパのさまざまな王室の家系図を書き写して暗記していたという。父親の経営する私立校に通い、ついでボーディザート・パーク校に学んだ。さらにイートン校を経て、オックスフォード大学ベリオール・カレッジに進学する。
大学卒業後の1931年、紋章院に就職して紋章官としてのキャリアを歩みはじめる。同年、パーシヴァント（ポートカリス紋章官補）に任じられる。1936年のジョージ5世国葬にも紋章官として葬列に加わった。
第二次世界大戦が始まると、国家公務員（臨時）として戦争省（1939年-1943年）、ついで都市地方計画省（1943年-1946年）に勤務した。都市地方計画省では、大臣ウィリアム・モリソン（のち初代ダンロッシル子爵）の大臣秘書官を務めた。1943年、同省職員と兼任するかたちで、ヘラルド（リッチモンド紋章官）に昇進した。1946年、正式に紋章院に復帰した。
1961年、紋章官トップのガーター主席紋章官に昇進した。在任中は、ウィンストン・チャーチル元首相の国葬（1965年）、チャールズ皇太子（現：チャールズ3世）のプリンス・オブ・ウェールズ叙任式（1969年）の責任者を務めた。1978年、慣例に沿って70歳でガーター主席紋章官を退任したが、ワグナーはこの慣例に納得していなかったという。退任に伴い、仕事量の少ない上級紋章官（クラレンス統括紋章官）に転じた。1995年5月、ロンドンで死去した。

## 人物
- 紋章院の宝物の一部を展示するヘラルド・ミュージアム（英語版）開館に尽力し、同館の初代館長を務めた。
- 晩年に失明したが、1988年には口述筆記による自伝「A Herald's Way」を上梓した[2]。
- 紋章学以外の分野にも興味を持ち、好事家協会（英語版）会員、ロクスバラ・クラブ（英語版）（愛書家の集まり）会員を務めた[2]。

## 栄典

ワグナー個人の紋章

### 勲章
- - バス勲章（KCB）
- - ロイヤル・ヴィクトリア勲章（KCVO）

### その他
- ロンドン考古学会フェロー（FSA）

## 著作
ワグナーは紋章学・系譜学の知識を活かして、下記の著作を上梓している。このうち「Heralds of England」については、『英国人名辞典』も「紋章学におけるスタンダードとなる著作」と評価している。
- 「中世の紋章官と紋章学（Heralds and Heraldry in the Middle Ages）」（1939年）
- 「英国系譜学（English Genealogy）」（1960年）
- 「英国の紋章官（Heralds of England）」（1967年）
- 「系譜と進歩（Pedigree and Progress）」（1975年）
- 「紋章官への道（A Herald's Way）」（1988年）

## 家族
1994年にギリアン・グレアム（Gillian Graham、H.A.R.グレアム陸軍少佐の娘）と結婚し、3人の子女をもうけた。ギリアン夫人の祖先のなかには、ガーター主席紋章官ジョン・ライズ（15世紀ごろに活動した紋章官）がいる。